# ミック・フォーリー
マイケル・フランシス・"ミック"・フォーリー・シニア（Michael Francis "Mick" Foley Sr.、1965年6月7日 - ）は、アメリカ合衆国のプロレスラー、作家、カラー・コメンテーター。インディアナ州ブルーミントン出身だが、育ちはニューヨーク州。
テリー・ファンクを師に持つ。
複数のリングネームを使い分け、多重人格というギミックのもと、カクタス・ジャック（Cactus Jack）、マンカインド（Mankind）、デュード・ラブ（Dude Love）などのキャラクターで活躍。両手でピストルの形を作って「バンバン!」と叫ぶのが定番アピールである。
現在は作家としての顔も持ち、自伝である『Have a Nice Day !』（1998年）は全米でベストセラーになった。その他、小説や絵本など精力的に執筆活動を続けている。「Have a Nice Day !」とは自身の決め台詞でもある。2007年には自叙伝『Hardcore Diary』を発表した。

## 来歴

### デビューまで
少年時代からプロレスに熱狂し、1983年の大学生時代、マディソン・スクエア・ガーデンでジミー・スヌーカが金網最上段からドン・ムラコに放った伝説のスーパーフライ・スプラッシュを前列3列目の客席で目撃している。この時の光景に衝撃を受けたことが、後の彼の試合スタイルに大きな影響を与えた（後年、ムラコがWWE殿堂入りした際はフォーリーがプレゼンターを務めている）。

### 初期
元WWWF世界タッグ王者の師匠ドミニク・デヌーチ（ドン・デヌーチ）のトレーニングを受け、1986年6月24日にデビュー。9月13日にはジャック・フォーリーの名でジョバーとしてWWFに出場し、ブリティッシュ・ブルドッグスと対戦。ダイナマイト・キッドを怒らせたために危険なスープレックスを掛けられ、顎を負傷。後日この怪我によって受身の際に歯を食いしばれず、前歯を失った。
その後、カクタス・ジャックのリングネームを名乗り、テネシー州メンフィスのCWAやテキサス州ダラスのWCWA（WCCW）に参戦。WCWAでは1989年5月にケリー・フォン・エリックとジェフ・ジャレットのチームからタッグ王座を奪取している。1989年にはWCWにも出場したが、引き続きインディー団体を主戦場とし、WCWAの後継団体GWFではスコット・アンソニーやマッカン・シンらと "ザ・カーテル" なるヒール・ユニットを結成していた。
1991年3月には全日本プロレスに初来日（表記はキャクタス・ジャック）。チャンピオン・カーニバルに参加するも無得点に終わった。

### WCW登場
1991年9月よりヒールとしてWCWに本格参戦。ミッドカード戦線での活動を経て、1992年からはロン・シモンズやスティングなどWCW王者との抗争も組まれた。タッグではアブドーラ・ザ・ブッチャーやケビン・サリバンとコンビを組み、狂乱ファイターとしてのキャリアを積んだ。
1993年にはベビーフェイスに転向し、スティングやダスティ・ローデスともタッグを結成。ベイダーとの抗争もスタートさせた。

### ハードコア路線への転身
1994年3月16日、ドイツで行われたベイダー戦でロープが頭に絡まり、無理に抜け出そうとして右耳がちぎれてしまうアクシデントに襲われる。この頃から得意のバンプを活かした場外への自爆など過激な試合展開を多く織り込むようになり、ハードコア路線を自身のファイトスタイルとした。
同年、WCWとECWの提携路線からECWに参戦するようになり、同年のWCW退団後は引き続きECW、SMW（ジム・コルネット主宰）などのインディー団体を転戦した。1995年8月にはIWAジャパンに登場。日本でもハードコアマッチをこなし、同団体開催のキング・オブ・ザ・デスマッチ・トーナメントでテリー・ファンクを破り優勝した。

### WWF参戦
1996年にWWF（現WWE）と契約し、マンカインドに変身。もっとも正体がフォーリーであることは多くのファンの知るところであったため、後にギミック上多重人格という設定がされ、その人格のバリエーションとしてカクタス・ジャックやデュード・ラブとしても活動する。WWFでは主にマンカインドとして活動しつつ、ストーリーに応じてこの3つのリングネームを使い分けていた。1998年のロイヤルランブルではこの設定を利用してランブル戦に3回登場したことがある。なお、本名のミック・フォーリーでの試合は2009年現在で通算7回しか行っていない。
ECWやIWAジャパンで見せたようなハードコアスタイルはWWFでも変わらなかった。特に有名なのが1998年のPPVキング・オブ・ザ・リングで行われたジ・アンダーテイカーとのヘル・イン・ア・セル戦で約6mの高さの金網から実況席のテーブルに向かって落下したハードバンプである。その後一度担架で運ばれるも試合続行し、同じ試合で今度は金網天井貫通のチョークスラムでリングに落下している。
こうしたハードコア路線によってフォーリーはカルト的な人気を獲得し、同年12月29日からWWE王座を通算3回獲得。ザ・ロックとは異色のタッグチーム「ロックン・ソック・コネクション（The Rock & Sock Connection）」でも活躍した。

### 最初の引退
長年のハードバンプにより身体が限界に達していたため引退を決意、1999年冬頃から試合数を減らし、2000年のレッスルマニア2000のメインイベントをもって現役を引退。2001年にWWFコミッショナーに就任し現場に復帰。同年にWWFコミッショナーを退いた後はプロレス界から離れ、作家活動に専念した。
2003年6月、トリプルHとケビン・ナッシュの抗争の中で行われたヘル・イン・ア・セル戦のレフェリーとして久々にWWEに登場、エヴォリューションとの抗争の火種を作る。またビンス・マクマホンからハードコア王座ベルトを贈呈された。同年末にRAWのGMとして復帰するも、翌週にはエヴォリューションのメンバーでもあるランディ・オートンによってGM退任に追い込まれる。

### 現役復帰

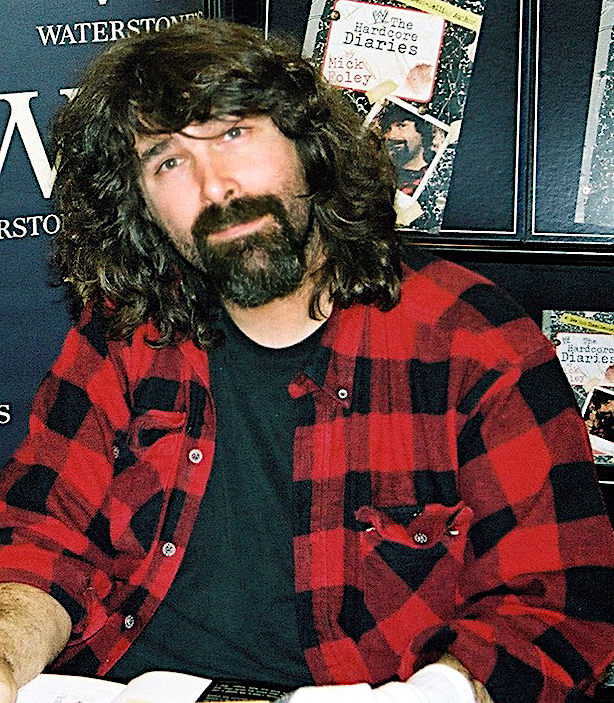
2007年

2004年に入り本格的にオートンとの抗争を開始。3月14日、レッスルマニアXXにてザ・ロックとのコンビを復活させ現役復帰。4月18日、バックラッシュ2004ではオートンと壮絶なハードコアマッチを行った。5月8日、ハッスルへ出場し川田利明が保持する三冠ヘビー級王座に挑戦。その後もROHなど各地のインディー団体に登場してサイン会の開催や特別レフェリーを務めた。
2005年6月はECWのリユニオン・イベントに登場し、兄弟子のシェーン・ダグラスがプロデュースした6月10日のハードコア・ホームカミングではメインイベントのサプライズ・ゲスト・レフェリーを務め、2日後の6月12日にWWEが開催したECWワン・ナイト・スタンドではジョーイ・スタイルズと共にコメンテーターを担当した。11月のタブー・チューズデイではファンのインターネット投票でギミックを決める試合を行い、マンカインドとしてカリートと試合を行った。12月のエリック・ビショフ解任ストーリーでもRAWに登場している。
2006年、ロイヤルランブルにて王座をジョン・シナに奪われたエッジの王座戦再戦の際にレフェリーとして登場。この時のレフェリングをきっかけにエッジと抗争を開始し、レッスルマニア22にてエッジとハードコアマッチを行った。5月にはエッジと結託してヒールターンを行い、ECWワン・ナイト・スタンド2006では師匠とも呼べるテリー・ファンクと数年ぶりに対戦。また、サマースラム2006では不仲で有名だったリック・フレアーとのアイ・クイット・マッチも実現させた。
2008年のバックラッシュよりジョナサン・コーチマンに代わり、スマックダウンの解説者として活動していたが、同年8月の契約満了をもってWWEを退団。直前にはGMのヴィッキー・ゲレロを使って王座戦線に絡もうとするエッジに対し、「レッスルマニアで俺と戦ったときのお前はそんなんじゃなかった」と活を入れるアピールを行ない、エッジによって負傷させられるアングルが組まれた。

### TNA移籍
2008年9月、かねてより噂されていたTNAへの移籍が正式に決定する。当初はプロモやマイクアピールが中心であったが、試合にも復帰し、2009年3月19日にはスティングからTNA世界ヘビー級王座を奪取した。
その後はアビスとの抗争やエリック・ビショフとのアングルを経て、2010年7月より、ロブ・ヴァン・ダム、レイヴェン、トミー・ドリーマー、スティービー・リチャーズ、ライノ、チーム3D、アル・スノーらとTNA版ECWオリジナルズであるEV 2.0（Extreme, Version 2.0）を結成した。

### WWE復帰
2011年11月の英国ツアーよりWWEに復帰し、帰米後もゲスト・ホストとしてRAWやスマックダウンに登場。2012年1月29日のロイヤルランブルにも出場した。往年のレジェンドが大挙出演した4月10日のスマックダウン "Blast from the Past" ではゲスト・コメンテーターを担当している。
2013年、WWE殿堂入り。4月6日にマディソン・スクエア・ガーデンにて行われた顕彰セレモニーでは、師匠格であるテリー・ファンクがインダクターを務めた。

## ギミック
基本人格である母体のミック・フォーリーを含め4つの顔を持っていることから "Four Faces of Foley" と呼ばれている。
- カクタス・ジャック（Cactus Jack）

キャクタス・ジャックとも表記される。WWF入団以前から名乗っていたリングネーム。cactusはサボテンを意味する英単語である。サディストで、バーブド・ワイヤーが巻かれたバットのバービー（Barbie / 子供用着せ替え人形のバービーから名付けられた）を携えている。WWEでは彼の人格の中で最も残虐とされる。全日本プロレスやIWAジャパンに来日した時はこのギミックだった。カクタス・ジャックとはもともと父親のあだ名だった。
- マンカインド（Mankind）

怪奇派ギミックで子供のときに醜さからマスクをかぶせられボイラー室に閉じ込められて育った自閉症の男という設定。顔が描かれた靴下のミスター・ソッコ（Mr. Socko）という友人がいる。当初は狂人キャラだったが、徐々に純真でコミカルなキャラクターに変わっていった。このギミックのままテレビCM（ラビオリの缶詰）にも起用されている。
- デュード・ラヴ（Dude Love）

ヒッピー風の衣装に身を包み、常にハイテンションで踊る陽気な男。マンカインドがストーン・コールド・スティーブ・オースチンにタッグの結成を持ちかけるも「暗い男は断る」と言われたことから変身したキャラクター。名前の元ネタは学生時代に自主制作した映画の主人公。

## 得意技
マンディブル・クロー
レスリングタイツの中などから取り出した、顔が描かれた不潔なソックス（ミスター・ソッコ）を手に装着して相手の口の中に突っ込み、臭いで相手をKOする拷問技。ソッコ無しの場合は指で喉を塞ぐ技になる。なお、一般にはソックスを手にはめてする人形遊びをソックパペットと呼ぶ。
ダブルアームDDT（カクタス・ジャック時はカクタス・ジャック・ナイフという技名になる）
エルボー・ドロップ（場外への自爆ダイビング・エルボー・ドロップを得意とする）
パイルドライバー

## 獲得タイトル
WCWA
- WCWAタッグ王座 : 2回（w / スコット・ブラドック、ゲイリー・ヤング）
- WCWAライトヘビー級王座 : 1回

ECW
- ECW世界タッグ王座 : 2回（w / マイキー・ウィップレック）

WCW
- WCWタッグ王座 : 1回（w / ケビン・サリバン）

WWF / WWE
- WWF世界ヘビー級王座 : 3回
- WWFハードコア王座 : 1回（初代王者）
- WWF世界タッグチーム王座 : 8回（w / ストーン・コールド・スティーブ・オースチン、チェーンソー・チャーリー、ケイン×2、アル・スノー、ザ・ロック×3）
- WWE殿堂 : 2013年度（インダクターはテリー・ファンク）

TNA
- TNAレジェンズ王座 : 1回
- TNA世界ヘビー級王座 : 1回

IWAジャパン
- IWA世界タッグ王座 : 1回（w / トレイシー・スマザーズ）

その他
- ACWユニバーサルTV王座 : 1回
- CWAタッグ王座 : 1回（w / ゲイリー・ヤング）
- GLCWヘビー級王座 : 1回
- MCW北米ヘビー級王座 : 1回
- 中南部ヘビー級王座 : 1回
- NAWヘビー級王座 : 1回
- NWLヘビー級王座 : 1回
- OMW北米ヘビー級王座 : 1回
- SCWタッグ王座 : 1回（w / ブルー・ミーニー）

## 入場曲
- Mr. Bang Bang
- Welcome to the Jungle
- Funeral March
- Born to Be Wild
- Back in Bank
- Dude Love
- Schizophrenic
- Ode to Freud
- Wreck
- Whole Lotta Groove
- Chic Chic Bang Bang

## その他
- 『TIME』が選出するパーソン・オブ・ザ・イヤーのインターネット投票において、1998年に組織票により1位になったことがある（その後投票結果は無効になっている）。前述の1998年キング・オブ・ザ・リングでのハードバンプに感銘を受けた一部ファンが、ネット投票を行ったと言われている。
- 金網から突き落され、まったく動けなくなったフォーリーを見てアンダーテイカーは「殺してしまった」と思ったと語っている。また、当時抗争していたテリー・ファンクをはじめ、ビンス・マクマホン等幹部が即駆けつけ、観客も試合中止になることを想定していたようだった。試合後ビンス・マクマホンは「団体のため体を張ってくれるのはうれしいが、二度と無茶はしないでくれ。」と声をかけた。
- ビンス・マクマホンも含め共和党支持者の多いWWEにおいて、珍しく民主党支持を公言していた人物でもある。